# Зарубина, Ирина Петровна
Ирина Петровна Зару́бина (1907—1976) — советская актриса театра и кино. Народная артистка Таджикской ССР (1944), Народная артистка РСФСР (1951).

## Биография
Ирина Петровна Зарубина родилась 9 (22) апреля 1907 года в Казани.
В 1929 году окончила Ленинградский институт сценических искусств, после чего работала в Ленинградском Театре Пролеткульта.
С 1935 года — в Ленинградском театре комедии.
Ирина Петровна Зарубина умерла 20 мая 1976 года. Похоронена на Комаровском кладбище Санкт-Петербурга. Могила является памятником культурно-исторического наследия. 

## Личная жизнь
Была супругой знаменитого режиссёра-сказочника Александра Роу. В браке родилась дочь Татьяна.
Второй муж — директор Дома писателя им. В. В. Маяковского Анатолий Яковлевич Миллер (1908—1974).

## Творчество

### Театральные работы
- «Поднятая целина» М. А. Шолохова — Лушка
- «Обыкновенное чудо» Е. Л. Шварца — Хозяйка
- «Тень» Е. Шварца — Юлия Джули
- «Женитьба» Н. В. Гоголя — Агафья Тихоновна
- «Свадьба Кречинского» А. В. Сухово-Кобылина — Анна Антоновна Атуева
- «На всякого мудреца довольно простоты» А. Н. Островского — Клеопатра Львовна Мамаева
- «Гроза» А. Н. Островского — Варвара
- «Ревизор» Н. В. Гоголя — Анна Андреевна
- «Помпадуры и помпадурши» М. Е. Салтыкова-Щедрина — Надежда Петровна
- 1943 — «Актриса» А. Файко — Стрельникова

### Фильмография
- 1933 — Гроза — Варвара Кабанова, сестра Тихона, мужа Катерины
- 1934 — Иудушка Головлёв — Евпраксия
- 1935 — Подруги — Наташа
- 1938 — Враги — Клеопатра
- 1938 — В людях — Наталья, прачка
- 1938 — Друзья — Вера, жена Алексея
- 1938 — На границе — Катька (в титрах не указана)
- 1938 — Пётр Первый (вторая серия) — Ефросинья, фаворитка царевича Алексея
- 1939 — Василиса Прекрасная — Маланья Саввична, купеческая дочь
- 1941 — Валерий Чкалов — заслуженная артистка на торжественном приёме
- 1954 — Два друга — Ольга Николаевна, учительница
- 1956 — Безумный день — Зоя Валентиновна Дудкина, жена профессора
- 1956 — Разные судьбы — тётя Степана Огурцова
- 1958 — Шофёр поневоле — Вера Петровна Зайчикова, председатель горсовета
- 1958 — Капитанская дочка — Василиса Егоровна
- 1962 — Алёнка — Василиса Петровна
- 1962 — Мы, двое мужчин (нет в титрах)
- 1963 — Первый троллейбус — пассажирка троллейбуса (эпизод)
- 1965 — Авария — Дарья Степановна Ушакова
- 1966 — Три толстяка — аккомпаниаторша учителя танцев (в титрах не указана)
- 1969 — Деревенский детектив — доярка Прасковья Панькова

## Награды и звания
- Заслуженная артистка РСФСР (1939)
- Народная артистка Таджикской ССР (1944)
- Народная артистка РСФСР (1951)
- Орден Трудового Красного Знамени (01.02.1939) — за исполнение роли Ефросиньи в фильме «Пётр I» (1938)
- медали

## Эпиграмма на И. Зарубину
О, как легка

И как тонка...

Её игра! – воскликнем хором. –

Но до чего ж она

Полна…

И обаянья и задора!
(Дмитрий Толмачёв).